# 增强运动会
增强运动会（英語：Enhanced Games）是一项拟议中的綜合運動會，由澳大利亚商人阿隆·德索萨创立，允许运动员使用表現增強物質，无需接受药物检测。
首届增强运动会计划于2026年5月在美国拉斯维加斯举行。体育界、科学界和媒体对此普遍给予负面反评价。